# Neopristilophus yakuanus
Neopristilophus yakuanus is een keversoort uit de familie kniptorren (Elateridae). De wetenschappelijke naam van de soort is voor het eerst geldig gepubliceerd in 1982 door Kishii.